# Camena (okręg Caraș-Severin)
Camena – wieś w Rumunii, w okręgu Caraș-Severin, w gminie Cornereva. W 2011 roku liczyła 111 mieszkańców. 